# Yuri (satellite)
Pour les articles homonymes, voir Yuri (homonymie).

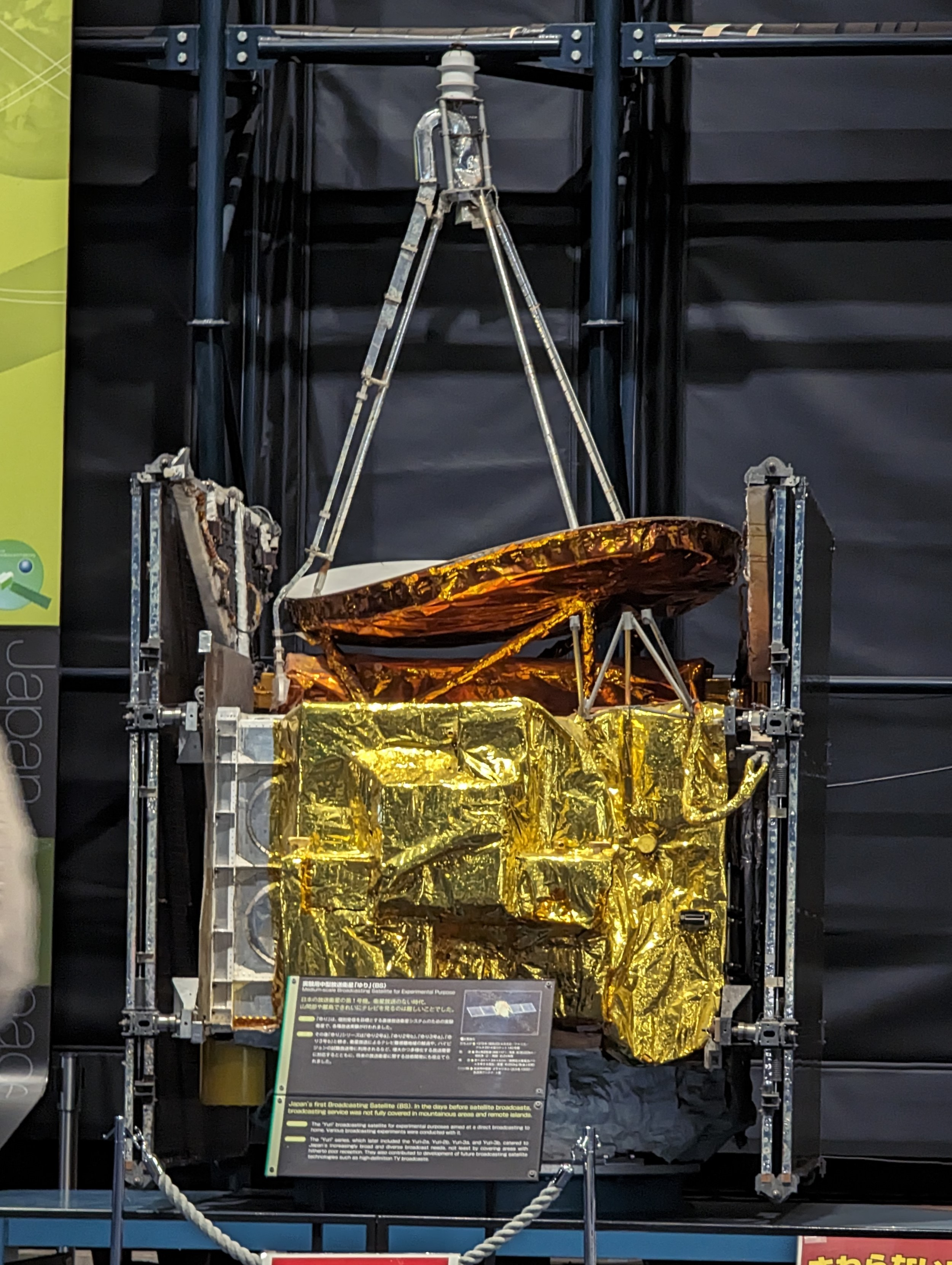
Intérieur d'un JAXA Space Dome A 1/1.

Les satellites Yuri (BS ou Broadcasting Satellite) sont une série de huit satellites de télécommunications en partie expérimentaux développés par l'agence spatiale japonaise NASDA et lancés entre 1978 et 1994.

## Yuri-1 (1978)
Yuri-1 (Broadcasting Satellite for Experimental Purposes ou BSE) est un satellite de télécommunications expérimental destiné à tester l'ensemble des composants d'un système de diffusion de chaînes de télévision par satellite. Les aspects  étudiés sont :
- les caractéristiques du signal de télévision transmis.
- l'atténuation du signal par les précipitations à la fréquence de 12 GHz.
- les performances de la liaison satellite vers les terminaux au sol.
- le partage de fréquence dans le sens sol vers satellite.
- les techniques de contrôle du satellite.
- les opérations de diffusion depuis le satellite.
- l'évaluation de la qualité du signal de télévision transmis.

Le satellite est lancé par un lanceur Delta 2914 depuis la base de lancement de Cap Canaveral (États-Unis) et placé sur une orbite géostationnaire à la longitude 110° E. La mission doit durer 3 ans. De forme approximativement cubique (1,32 m × 1,19 m) et d'une masse de 350 kg, le satellite dispose de deux panneaux solaires d'une envergure totale de 8,95 mètres pour 1,48 mètre de large pouvant s'orienter pour optimiser l'incidence des rayons du Soleil. Le satellite est stabilisé sur 3 axes avec une précision de 0,2° à l'aide de roues de réaction et de petits moteurs-fusées fonctionnant à l'hydrazine. Le satellite utilise les fréquences 2,1, 2,3, 12 et 14 GHz pour la télémétrie et les expériences de télédiffusion.

## Yuri-2a et 2b (1984 et 1986)
Les satellites Yuri-2a et 2b sont lancés respectivement le 23 janvier 1984 et le 12 février 1986 pour diffuser les chaînes de télévision vers les régions mal couvertes par les moyens terrestres comme les îles écartées et certaines zones montagneuses. Les deux satellites ont une masse de 670 kg (350 kg après la mise en orbite).

## Yuri-3a et 3b (1990 et 1991)
Les satellites Yuri-3a et 3b lancés respectivement en 1990 et 1991 et prennent la suite des satellites Yuri-2. Plus lourds (550 kg une fois placés en orbite), ils utilisent une technologie améliorée par rapport à leur prédécesseurs permettant de répondre aux besoins croissants.

## Historique des lancements

### Satellites
| Satellite | Date de lancement | lanceur       | Site de lancement                  | Identifiant NASA | Fin de mission    | Commentaire                                                             |
| --------- | ----------------- | ------------- | ---------------------------------- | ---------------- | ----------------- | ----------------------------------------------------------------------- |
| Yuri-1    | 1978-04-07        | Delta 2914    | Base de lancement de Cap Canaveral | 1978-039A        | janvier 1982      | Autre appellation : BSE                                                 |
| BS-2a     | 1984-01-23        | N-II          | Base de lancement de Tanegashima   | 1984-005A        | avril 1989        | Deux des trois transpondeurs sont tombés en panne au bout de trois mois |
| BS-2b     | 1986-02-12        | N-II          | Base de lancement de Tanegashima   | 1986-016A        | 24 octobre 1991   |                                                                         |
| BS-2x     | 1990-02-22        | Ariane 44L    | Centre spatial guyanais            |                  |                   | Détruit à la suite de l'échec du vol Ariane V36                         |
| BS-3a     | 1990-08-28        | H-I           | Base de lancement de Tanegashima   | 1990-077A        | 20 avril 1998     |                                                                         |
| BS-3h     | 1991-04-19        | Atlas-Centaur | Base de lancement de Cap Canaveral |                  |                   | Détruit à la suite de l'échec du vol Atlas-Centaur # 070                |
| BS-3b     | 1991-08-25        | H-I           | Base de lancement de Tanegashima   | 1991-060A        | 1er décembre 1998 |                                                                         |
| BS-3n     | 1994-07-08        | Ariane 44L    | Centre spatial guyanais            | 1994-040B        | août 2011         |                                                                         |

### Sources
- (en) Brian Harvey, Henk H. F. Smid et Theo Pirard, Emerging space powers : The new space programs of Asia, the Middle East ans South America, Springer Praxis, 2010, (ISBN 978-1-4419-0873-5).
- F. Verger, R Ghirardi, I Sourbès-Verger, X. Pasco, L'espace   nouveau territoire : atlas des satellites et des politiques spatiales, Belin, 2002.

## Voir  aussi